# 师经
師經（？—？），戰國時期魏國樂官。曾為魏文侯奏樂，有次於魏文侯聞曲起舞時以琴襲擊魏文侯，魏文侯大怒，慾以撞君之罪烹殺之，師經說：“昔堯、舜之為君也，惟恐言而人不違。桀、紂之為君也，惟恐言而人違之。臣撞桀、紂，非撞吾君也。”魏文侯於是釋放師經，並且勵精圖志，重用賢臣，改革魏國。。